# …I Care Because You Do
Albums de Aphex Twin
Ventolin/Ventolin Remixes
(maxi)
(1995) Donkey Rhubarb
(maxi
1995)
…I Care Because You Do est le troisième album studio de Richard D. James paru sous l'alias d'Aphex Twin. Il est sorti le 24 avril 1995 sur le label Warp Records, un an environ après Selected Ambient Works Volume II.
Cet album est classé par le webzine Pitchfork à la treizième place des cinquante meilleurs albums d'IDM de tous les temps.

## Analyse musicale
Pour AllMusic, il s'agit du travail le plus cohérent de James : une fusion entre la techno des années précédentes et le rythme et l'atmosphère doux de l'ambient, souvent au sein du même morceau. Pour le critique John Bush, « Next Heap With est le point culminant de l'album ». Rolling Stone voit dans …I Care Because You Do « [de] la musique classique pour une génération qui a grandi avec des samplers », rapprochant James d'artistes tels John Cage ou Philip Glass. « La pièce centrale de l'album [...], Ventolin, est un air punk, un hymne industriel et un classique du gangsta rap combinés ensemble ». Pitchfork décrit un album dont « les cadences déconcertantes serviront de modèle à beaucoup de beatmakers à venir » mais note cependant que « personne n'a approché l'expression de la pop élégiaque de Alberto Balsalm » .

## Détails
La pochette de l'album est, selon les crédits de l'album, un autoportrait de James.
De façon unique dans la carrière de James, les dates de création des morceaux sont indiquées : ceux-ci ont été composés en 1990, 1993 et 1994.
Sur la piste Cow Cud Is a Twin, à environ 45 secondes du début du morceau, la piste gauche contient en fond une voix robotique qui répète plusieurs fois « aphex twin », puis dit « I care because you do ». Après la répétition de cette phrase réapparaît le rire entendu en début de morceau. Ces phrases ont été générées par le logiciel PlainTalk, à l'aide de trois voix caractéristiques du programme : Bells, Hysterical et Bubbles. Ce logiciel a également été utilisé sur la « Respect List » trouvée sur Ventolin et 51/13 Singles Collection.
Sur Come On You Slags!, les différentes voix proviennent d'extraits du film pornographique Fantasia. D'autres samples du film seront par la suite utilisés par James dans le morceau Fantasia sur les maxis Joyrex J9i et Joyrex J9ii (sous l'alias Caustic Window).

## Singles
L'album fut précédé par deux maxis de remixes de Ventolin, intitulés Ventolin et Ventolin Remixes. Ce morceau, Ventolin, a été écrit par James dans le but de reproduire les sensations que provoquent une crise d'asthme ; James étant lui-même asthmatique, il a donné le nom d'un médicament anti-asthme, la ventoline, à son morceau.
ICCT Hedral devait initialement sortir comme single tiré de l'album. Finalement, seule une version orchestrale arrangée par Philip Glass a été éditée comme morceau additionnel sur le maxi Donkey Rhubarb. La seule trace du projet initial est le CD promotionnel du single ICCT Hedral.

## Titres
La moitié des titres sont des anagrammes :
- « Wax the Nip » est une anagramme d'« Aphex Twin » ;
- « The Waxen Pith » et « Next Heap With » sont des anagrammes de « The Aphex Twin » ;
- « Wet Tip Hen Ax », de « The Apex Twin » ;
- « Acrid Avid Jam Shred », de « Richard David James » ;
- « Cow Cud Is a Twin », anagramme approximatif de « Caustic Window » (autre alias de James) ; cud fait référence au résultat de la rumination chez la vache (cow).

James utilisera cette technique quelques mois plus tard pour Hangable Auto Bulb. Qui plus est, « Ventolin » et « Alberto Balsam » (sans le deuxième L) sont des marques déposées respectivement d'un médicament contre l'asthme et d'une gamme de produits pour les cheveux.

## Pistes
| 1.      | Acrid Avid Jam Shread      | 1994 | 07:39 |
| 2.      | The Waxen Pith             | 1993 | 04:50 |
| 3.      | Wax The Nip                | 1990 | 04:19 |
| 4.      | Icct Hedral (edit)         | 1994 | 06:07 |
| 5.      | Ventolin (video version)   | 1994 | 04:29 |
| 6.      | Come On You Slags!         | 1990 | 05:45 |
| 7.      | Start As You Mean To Go On | 1993 | 06:05 |
| 8.      | Wet Tip Hen Ax             | 1994 | 05:17 |
| 9.      | Moo Kid                    | 1994 | 03:52 |
| 10.     | Alberto Balsalm            | 1994 | 05:11 |
| 11.     | Cow Cud Is A Twin          | 1994 | 05:34 |
| 12.     | Next Heap With             | 1993 | 04:43 |
| 1:03:51 |                            |      |       |